# Macromitrium crispatulum
Macromitrium crispatulum är en bladmossart som beskrevs av Mitten 1869. Macromitrium crispatulum ingår i släktet Macromitrium och familjen Orthotrichaceae. Inga underarter finns listade i Catalogue of Life.